# Hariolf Oberer
Hariolf Oberer (* 27. September 1933; † 20. Mai 2017 in Bonn) war ein deutscher Philosoph.

## Leben
Oberer studierte bei Hans Wagner an der Universität Würzburg und wurde in Würzburg am 14. April 1965 im Fach Philosophie zum Dr. phil. promoviert. Seit 1963 war er an der Universität Bonn tätig, zunächst als Assistent Hans Wagners, danach als Akademischer Rat und Akademischer Oberrat. Seine Schwerpunkte waren die Theorie der Konkreten Subjektivität,  Neukantianismus und die Kantische Philosophie (insbesondere die Rechtsphilosophie). Oberers These bei der Interpretation der Kantischen Moralphilosophie ist es, dass der kategorische Imperativ nicht ein Prinzip der Ethik im engeren Sinne, sondern ein Grundprinzip des Wollens und Handelns überhaupt ist, das oberhalb der Kantischen Einteilung der "Metaphysik der Sitten" in Rechtslehre und Tugendlehre (Ethik) steht und die Prinzipien beider fundiert. Oberer war auch als Herausgeber wichtiger philosophischer und kunsttheoretischer Schriften tätig, u. a. von Richard Hönigswald, Erwin Panofsky und vor allem als Herausgeber der Gesammelten Schriften von  Hans Wagner (zusammen mit R. Aschenberg, B. Grünewald und St. Nachtsheim). 

## Schriften (Auswahl)
- Vom Problem des objektivierten Geistes. Ein Beitrag zur Theorie der konkreten Subjektivität im Ausgang von Nicolai Hartmann. Köln 1965, OCLC 905775182.
- Neresheim. Das Kunstwerk des Spätbarock und der Geist seiner Zeit. Neresheim 1970, OCLC 84558767.
- mit Georg Geismann (Hg.): Kant und das Recht der Lüge. Würzburg 1986, ISBN 3-88479-252-0.
- (Hg.): Erich Doflein: Gestalt und Stil in der Musik. Bad Honnef 1987, ISBN 3-926196-03-3.
- Sittlichkeit, Ethik und Recht bei Kant. In: Jahrbuch für Recht und Ethik 14, 2006, S. 259–267.